# Markus Steinhöfer
Markus Steinhöfer, född 7 mars 1986 i Weißenburg in Bayern, är en tysk fotbollsspelare som spelar som back/mittfältare för Basel. 

## Karriär
I juli 2008 flyttade han till Eintracht Frankfurt med en kostnad av € 900 000.